# Brachionus havanaensis
Brachionus havanaensis är en hjuldjursart som beskrevs av Rousselet 1911. Brachionus havanaensis ingår i släktet Brachionus och familjen Brachionidae. Inga underarter finns listade i Catalogue of Life.